# LEDA 44691
LEDA 44691은 머리털자리 방향으로 약 3억 5,250만 광년 떨어진 중간나선은하이다. 머리털자리 은하단의 일원이다.